# 2012년 엠파이어 스테이트 빌딩 총격 사건

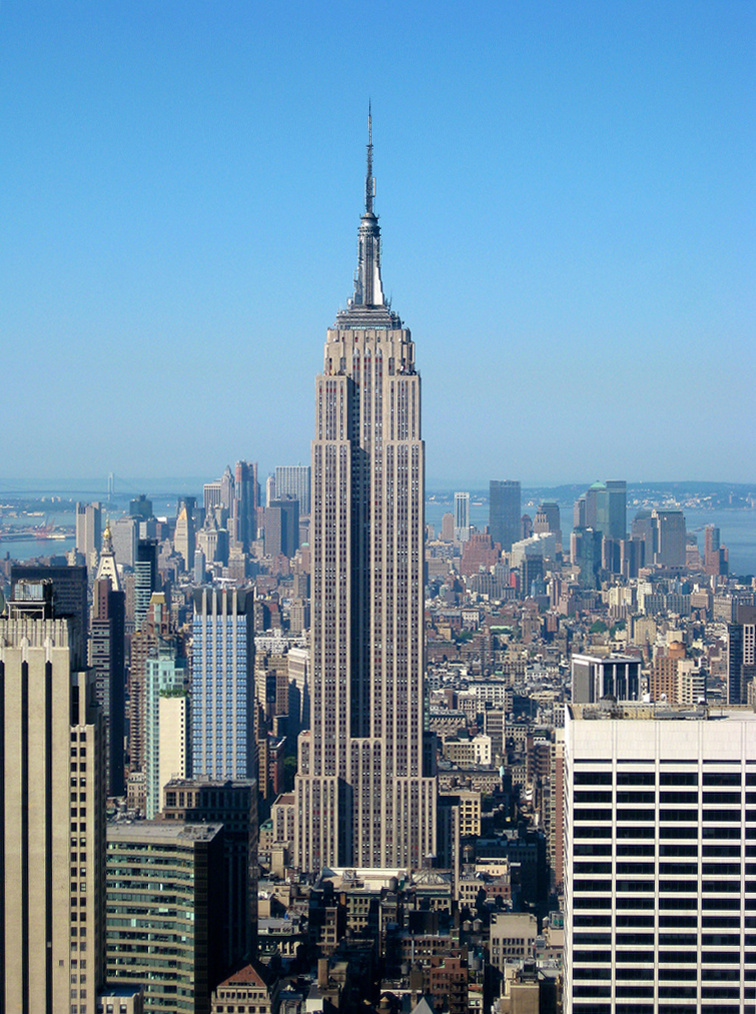
엠파이어 스테이트 빌딩

2012년 엠파이어 스테이트 빌딩 총격 사건은 2012년 8월 24일 미국 뉴욕 엠파이어 스테이트 빌딩 근처에서 발생한 총격 사건이다. 총을 쏜 사람은 58세의 제프리 T. 존슨(Jeffrey T. Johnson)으로, 직장 상사에게 불만을 품어 범행을 한 것으로 알려져 있다. 존슨 본인 포함하여 2명이 사망하였고, 9명이 부상당했다.